# Johann Sigismund Wasa
Johann Sigismund Wasa (polnisch Jan Zygmunt Waza; * 6. Januar 1652 in Warschau, Polen-Litauen; † 20. Februar 1652, ebenda) war Prinz von Polen-Litauen und Schweden, Sohn von Johann II. Kasimir und Luisa Maria Gonzaga.

## Leben
Er war der einzige Sohn des Königspaares. Seine Vornamen erhielt er nach seinem Großvater Sigismund III. Wasa und seinem Vater. Er galt seit seiner Geburt als Thronanwärter. Er starb jedoch innerhalb von zwei Monaten ab seiner Geburt. Johann Sigismund Wasa wurde nach seinem frühen Tod in der Krypta unterhalb der Wasa-Kapelle der Wawel-Kathedrale in Krakau beigesetzt.